# Троицкий, Сергей Евлампиевич
Серге́й (Cе́ргий) Евла́мпиевич Тро́ицкий (28 февраля [12 марта] 1898, Москва — около 1937, Коми АССР) — российский и советский футболист, нападающий.

## Биография
Родился в семье протоиерея Евлампия Иоанновича Троицкого, настоятеля храма Святителей Афанасия и Кирилла с 1890 по 1932 год, и Софьи Троицкой — дочери Сергея Смирнова.
В семье было шестеро детей: Виктор (род. 12 декабря 1887), Анатолий (род. 30 августа 1889), София (род. 29 июля 1891), Алексей (род. 25 января 1894), Димитрий (род. 4 февраля 1896).
Сергий, как и братья, окончил Заиконоспасское духовное училище и Московскую семинарию.
В конце 1920-х годов работал техническим секретарем культотдела, секретарём секции игр и дисциплинарного комитета Московского Губернского Совета профсоюзов (МГСПС), заместителем председателя секции игр Московского Губернского Совета физической культуры (МГСФК). Работал токарем на заводе «АМО», где в 1930 году стал одним из организаторов, а затем играющим тренером футбольной команды завода, которая в 1936 году получила свое нынешнее название «Торпедо». В 1937 году был арестован по доносу и, скорее всего, погиб.
С начала 1910-х годов, когда футбол только появился в Москве, Сергий, Димитрий и Алексей стали увлечёнными футболистами, участвовали в первых футбольных состязаниях в 1913—1914 годах. Сергий выступал за московские клубы «Унион», ЧШКС (Чухлинка) — вместе с Иваном Артемьевым, ОФВ, «Моснаб», «Трёхгорка» и АМО.
По материнской линии имел двоюродных братьев также увлечённых футболом: Константина и Леонида Смирновых.
В 1920—1923 годах сыграл за сборную Москвы 5 официальных матчей и забил 5 голов. Также известно об участии Троицкого, по крайней мере, в 2 неофициальных встречах сборной Москвы в 1914 году.

## Достижения
Чемпионат СССР
- Чемпион: 1923

Московская футбольная лига / Кубок КФС-Коломяги
- Вице-чемпион (3): 1914, 1917, 1923 (в)
- Бронзовый призёр (2): 1918 (в), 1922

Чемпионат Москвы
- Чемпион: 1927 (в)
- Бронзовый призёр: 1927 (о)

Класс «Б» Московской футбольная лиги
- Победитель: 1920 (о)

Список 33 лучших футболистов сезона в СССР
- Правый нападающий № 2: 1923[c]

## Воспоминания и цитаты
Мое приобщение к организованному футболу состоялось в 1916–1917 годах. Началось все с посещения игр первенства города среди учебных заведений, в котором безуспешно участвовала команда коммерческого училища братьев Мансфельд, где я учился. Главный фаворит турнира – команда императорского коммерческого училища – из года в год сражалась за первое место с командой духовной семинарии, которую в народе запросто называли «попы́». В ней выступали известные московские футболисты, сыновья священников: Николай Троицкий, его однофамильцы братья Сергей и Алексей Троицкие. «Попы» упорно рвались в чемпионы, но в итоге «императорцы» все-таки взяли верх при помощи своих асов, Павла Канунникова и Сергея Бухтеева, известных всей футбольной Москве.Николай Петрович Старостин, футболист, неоднократный чемпион СССР и РСФСР, Заслуженный мастер спорта СССР, Герой Социалистического Труда